# Изглибе
Ѝзглибе (на гръцки: Πορειά или Ποριά, Пория, до 1926 година Ίζλιμπι, Излиби или Ίσγκλιμπι, Изглиби) е село в Егейска Македония, Република Гърция, в дем Костур, област Западна Македония.

## География
Селото е разположено в Костурската котловина близо до десния бряг на река Бистрица (Алиакмонас), наричана тук Белица, на 8 километра югозападно от демовия център Костур.

## История

### В Османската империя
Селото се споменава в османски дефтер от 1530 година под името Изгибли с 16 християнски семейства и 3 мюсюлмански.
В църквата „Света Параскева“ в селото има ценни фрески от XIX век.
Според статистиката на Васил Кънчов („Македония. Етнография и статистика“) в 1900 година Изглибе има 168 жители българи християни.
На Етнографската карта на Битолския вилает на Картографския институт в София от 1901 година Изглибе е чисто българско село в Костурската каза на Корчанския санджак с 32 къщи.
Между 1896 – 1900 година селото преминава под върховенството на Българската екзархия.
В началото на XX век цялото население на Изглибе е под върховенството на Цариградската патриаршия, но след Илинденското въстание в началото на 1904 година минава под върховенството на Българската екзархия. Същата година турските власти не допускат учителя Мих. Типов от Олища да отвори българско училище в селото. По данни на секретаря на Екзархията Димитър Мишев („La Macédoine et sa Population Chrétienne“) в 1905 година в селото има 256 българи екзархисти и работи българско училище.
Гръцка статистика от 1905 година представя селото като чисто българско със 150 жители българи и екзархийско. Според Христо Силянов в 1906 година селото пострадва от гръцки андартски нападения. На 4 февруари 1908 година селото е нападнато от четите на Лазар Апостолов и Никос Андрианакис.
Според Георги Константинов Бистрицки Изглибе преди Балканската война има 40 български къщи.
На етническата карта на Костурското братство в София от 1940 година, към 1912 година Изглеби е обозначено като българско селище.

### В Гърция
В 1912 година Изглибе попада в Гърция след Балканската война. Боривое Милоевич пише в 1921 година („Южна Македония“), че Излгиби има 20 къщи славяни християни. В 1926 година селото е прекръстено на Пория, в превод ход. Между двете световни войни част от жителите на селото се изселва в България. Някои изглибчани се заселват в село Бошинос (Каламонас), Драмско. През Втората световна война в селото е създадено подразделение на Централния македонобългарски комитет.
По време на Гръцката гражданска война селото пострадва значително – 15 жители на Изглибе са убити, а 8 семейства и няколко отделни души се изселват в социалистическите страни. В Изглибе са заселени бежански семейства от по-бедните околни планински села. Три деца от селото са изведени от комунистическите части извън страната като деца бежанци.
| Година    | 1913 | 1920 | 1928 | 1940 | 1951 | 1961 | 1971 | 1981 | 1991 | 2001 | 2011 | 2021 |
| --------- | ---- | ---- | ---- | ---- | ---- | ---- | ---- | ---- | ---- | ---- | ---- | ---- |
| Население | 218  | 177  | 206  | 271  | 188  | 208  | 220  | 241  | 335  | 457  | 512  | 409  |

## Личности
Родени в Изглибе
- Братя Типо и Христо Янакиеви (? – 1913), преселници в Хрупища, видни дейци на българската партия в града в началото на XX век, заедно със синовете си Костадин и Живко (? – 1921), който е и легален деец на ВМОРО в Хрупища[22]
- Насе Кондовски (р. 1946), северномакедонски университетски професор
- Никола Павловски (р. 1939), северномакедонски архитект
- Урания Юрукова (1926 – 2012), участничка в Гръцката гражданска война, комисар на чета, активистка на Антифашисткия фронт на жените, войник на Демократичната армия на Гърция, 1949 г.

Свързани с Изглибе
- Урания Пировска, северномакедонска активистка за човешки права, по произход от Изглибе